# Penicillium kananaskense
Penicillium kananaskense är en svampart som beskrevs av Seifert, Frisvad & McLean 1994. Penicillium kananaskense ingår i släktet Penicillium och familjen Trichocomaceae.   Inga underarter finns listade i Catalogue of Life.